# Colegio Santa María (Perth)
El Colegio Santa María (en inglés: Santa Maria College) es una instalación y escuela católica para niñas, situada en Attadale, un suburbio al sur de Perth, Australia Occidental. Establecido por las Hermanas de la Misericordia en 1938, la escuela atiende actualmente a aproximadamente 1.100 estudiantes de 5 a 12 años. Santa Maria College tiene aproximadamente 60 internos y sólo un puñado de alumnos diarios. Siete Hermanas de la Misericordia con personal del Colegio están en el sitio actual de la escuela en Attadale. 